# Akhmed Usmanov
Akhmed Magomedovič Usmanov (in russo Ахмед Магомедович Усманов?; Aknada, 16 settembre 1996) è un lottatore russo, specializzato nella lotta libera.

## Biografia
Alla Coppa del mondo individuale di Belgrado, competizione che ha preso il posto dei mondiali, annullati a causa dell'insorgere emergenza sanitaria, conseguenza della pandemia di COVID-19, ha ottenuto la medaglia d'oro nella categoria 79 kg, prevalendo sul turco Muhammet Nuri Kotanoğlu nell'incontro decisivo per il titolo.
Ai mondiali di Belgrado 2023 si è laureato campione iridato nel torneo dei 79 kg, superando in finale l'azero Orkhan Abbasov. Data la squalifica della Federazione Russa, è stato autorizzato a gareggiatare sotto la bandiera neutrale e la denominazione Atleti Individuali Neutrali (AIN), assieme agli altri lottatori russi e bielorussi.

## Palmarès
| Anno                                                | Manifestazione | Sede     | Evento | Risultato | Note |
| --------------------------------------------------- | -------------- | -------- | ------ | --------- | ---- |
| In rappresentanza degli Atleti Individuali Neutrali |                |          |        |           |      |
| 2023                                                | Mondiali       | Belgrado | 79 kg  | Oro       |      |

## Altre competizioni internazionali

### Per la Russia
2020
- Oro negli 79 kg nella Coppa del mondo individuale ( Belgrado)